# Kleine keverorchis
De kleine keverorchis (Neottia cordata, synoniem: Listera cordata) is een plant uit de orchideeënfamilie (Orchidaceae). De kleine keverorchis is ongeveer vijf keer zo klein als de grote keverorchis.

## Naamgeving
Uit DNA-onderzoek is gebleken dat de kleine keverorchis verwant is aan de soorten uit het geslacht Neottia. De botanische naam is daarom veranderd in Neottia cordata.

## Kenmerken
De bloemen zijn binnenin roodachtig en geelgroen van buiten. De lip is omlaaghangend en is schijnbaar viersplittig. De bloemen vormen een lange, aarvormige tros. Deze staat van juni tot september in bloei (later dan de grote keverorchis). De bladeren zijn driehoekig en hebben een brede voet. De plant vormt een doosvrucht.

## Ecologie
De kleine keverorchis is gebonden aan structuurarme bossen van grove den (Pinus sylvestris), Oostenrijkse den (Pinus nigra var. nigra), Corsicaanse den (Pinus nigra var. maritima) en zeeden (Pinus pinaster) op voedselarme, zure zandgrond. De soort verlangt iets vochtige omstandigheden, maar groeit in beschaduwde naaldbossen vooral dankzij de hogere relatieve luchtvochtigheid in het bos. Vooral de dennenbossen op de Waddeneilanden zijn door hun hogere relatieve luchtvochtigheid dankzij de ligging nabij zee geschikt voor de kleine keverorchis. In de dennenbossen gaat de voorkeur uit naar percelen waarin zich nagenoeg geen struiklaag heeft ontwikkeld. De bodem is er bedekt door een geringe strooisellaag van dennennaalden. De kruid- en moslaag bestaat uit mossoorten, meestal heideklauwtjesmos (Hypnum jutlandicum), gewoon klauwtjesmos (Hypnum cupressiforme) en gaffeltandmos (Dicranum scoparium), en verder vaatplanten als zandzegge (Carex arenaria), eikvaren (Polypodium vulgare) en brede stekelvaren (Dryopteris dilatata). Dit structuurarme bostype wordt wel mosbos (Leucobryo-Pinetum) genoemd. Zodra in het dennenbos een te weelderige struiklaag tot ontwikkeling komt zijn de omstandigheden voor de kleine keverorchis minder gunstig en verdwijnt de soort.

## Verspreiding
Hij komt voornamelijk voor in naaldbossen in Noord- en Midden-Europa. In Nederland is de soort vrij zeldzaam, maar komt plaatselijk voor in het Waddengebied en Drenthe. Vooral in de dennenbossen van Terschelling is de soort erg talrijk. In de Haarlemmermeer in Noord-Holland komen een aantal kleine populaties voor.

## Plantengemeenschap
De kleine keverorchis is een kensoort voor de klasse van naaldbossen (Vaccinio-Piceetea).

## Bescherming
In Nederland is de plant vanaf 1 januari 2017 niet meer wettelijk beschermd.